# Luciferian Towers
Albums de Godspeed You! Black Emperor
Asunder, Sweet and Other Distress
(2015) G_d's Pee at State's End!
(2021)
Singles
1. Undoing a Luciferian Towers
Sortie : 30 août 2017
2. Anthem for No State, Pt. III
Sortie : 7 septembre 2017

Luciferian Towers est le sixième album studio du groupe de post-rock canadien Godspeed You! Black Emperor, publié le 22 septembre 2017 par Constellation Records,.

## Contexte
Selon un communiqué de presse publié par Constellation Records à propos de l'album, Luciferian Towers est créé « au milieu d'une cantine communautaire, en élevant des chiens et des enfants. Les yeux levés et emplis d'une terrible joie, nous avons recherché des fausses notes qui explosent, dans un marmonnement silencieux vers le ciel. On a tout enregistré dans un bateau à moteur en feu. » Une liste de « grandes demandes » accompagne également le communiqué, parmi lesquels :
- « la fin des invasions étrangères » ;
- « la fin des frontières » ;
- « le démantèlement total du complexe industriel-carcéral » ;
- « que les soins médicaux, le logement et l'accès à la nourriture soient considérés comme des droits humains inaliénables »
- « que les "experts" qui ont ruiné ce monde ne puissent plus jamais s'exprimer »[3].

## Réception
Luciferian Towers reçoit des retours positifs de la critique à sa sortie. Dans une critique pour AllMusic, Paul Simpson conclut que l'album est « sans conteste leur meilleur album depuis Lift Your Skinny Fists Like Antennas to Heaven en 2000 ».
Josh Modell de The A.V. Club donne un B+ à l'album, le résumant en caractérisant la musique de « son parfait pour écraser l'état ». Dans sa critique pour Pitchfork, Sean T. Collins donne une note de 7,3 sur 10 à l'album, affirmant qu'il s'agit « l'album le plus mélodique et le plus positif du groupe à ce jour ».
Luke Fowler de Pretty Much Amazing encense également l'album, écrivant que bien que l'album soit « moins audaciaux que leurs albums antérieurs, [l'album] augure du bon pour le groupe, et s'impose tout de même comme l'un des meilleurs albums de l'année ».

## Liste des titres
| Édition vinyle | Édition vinyle              | Édition vinyle | Édition vinyle | Édition vinyle | Édition vinyle | Édition vinyle | Édition vinyle | Édition vinyle | Édition vinyle |
| No             | Titre                       | Durée          |                |                |                |                |                |                |                |
| -------------- | --------------------------- | -------------- | -------------- | -------------- | -------------- | -------------- | -------------- | -------------- | -------------- |
| 1.             | Undoing a Luciferian Towers | 7:47           |                |                |                |                |                |                |                |
| 2.             | Bosses Hang                 | 14:45          |                |                |                |                |                |                |                |
| 3.             | Fam / Famine                | 6:14           |                |                |                |                |                |                |                |
| 4.             | Anthem for No State         | 14:48          |                |                |                |                |                |                |                |
| 44:04          |                             |                |                |                |                |                |                |                |                |

| Édition numérique | Édition numérique            | Édition numérique | Édition numérique | Édition numérique | Édition numérique | Édition numérique | Édition numérique | Édition numérique | Édition numérique |
| No                | Titre                        | Durée             |                   |                   |                   |                   |                   |                   |                   |
| ----------------- | ---------------------------- | ----------------- | ----------------- | ----------------- | ----------------- | ----------------- | ----------------- | ----------------- | ----------------- |
| 1.                | Undoing a Luciferian Towers  | 7:47              |                   |                   |                   |                   |                   |                   |                   |
| 2.                | Bosses Hang, Pt. I           | 4:39              |                   |                   |                   |                   |                   |                   |                   |
| 3.                | Bosses Hang, Pt. II          | 4:40              |                   |                   |                   |                   |                   |                   |                   |
| 4.                | Bosses Hang, Pt. III         | 5:24              |                   |                   |                   |                   |                   |                   |                   |
| 5.                | Fam / Famine                 | 6:44              |                   |                   |                   |                   |                   |                   |                   |
| 6.                | Anthem for No State, Pt. I   | 3:05              |                   |                   |                   |                   |                   |                   |                   |
| 7.                | Anthem for No State, Pt. II  | 2:55              |                   |                   |                   |                   |                   |                   |                   |
| 8.                | Anthem for No State, Pt. III | 8:36              |                   |                   |                   |                   |                   |                   |                   |
| 43:50             |                              |                   |                   |                   |                   |                   |                   |                   |                   |

## Crédits

### Godspeed You! Black Emperor
- Thierry Amar (en) : contrebasse, guitare basse
- David Bryant (en) : guitare électrique, MG-1 (en)
- Aidan Girt (en) : tambours
- Timothy Herzog : tambours
- Efrim Menuck : guitare électrique, orgue, OP-1 (en)
- Mike Moya (en) : guitare électrique
- Mauro Pezzente (en) : guitare basse
- Sophie Trudeau (en) : violon, orgue

### Invités surUndoing a Luciferian Towers
- Bonnie Kane : saxophone, flûte
- Craig Pedersen : trompette

## Classements
| Classement (2017)       | Meilleure position |
| ----------------------- | ------------------ |
| Offizielle Top 100 (en) | 100                |
| Ultratop (Flandre)      | 58                 |
| Ultratop (Wallonie)     | 112                |
| OCC                     | 11                 |
| Album Top 100 (en)      | 112                |
| OCC                     | 34                 |